# SQL:2003
SQL: 2003 es la quinta revisión del lenguaje de consulta de base de datos SQL. La última revisión del estándar es SQL:2016.

## Resumen
El estándar SQL:2003 hace pequeñas modificaciones sobre la versión anterior, SQL:1999 (también conocido como SQL3), y oficialmente introduce algunas características nuevas como:
- Las características relacionadas con XML
- Funciones de ventana
- Generador de la secuencia, lo que permite secuencias estandarizadas
- Dos nuevos tipos de columna: valores auto-generados (auto-generated values) y la identidad de columnas (identity-columns)
- La nueva sentencia MERGE
- Ampliaciones de la sentencia CREATE TABLE, para permitir "CREATE TABLE AS" y "CREATE TABLE LIKE"
- Eliminación de los tipos de datos "BIT" y "BIT VARYING"

## Documentación disponible
El estándar SQL no es de libre acceso. SQL:2003 se pueden adquirir a partir de ISO o ANSI. A fines del proyecto está disponible como un archivo zip de Whitemarsh Information Systems Corporation. El archivo ZIP contiene una serie de archivos PDF que definen las partes de la especificación SQL:2003.
- ISO/IEC 9075(1-4,9-11,13,14):2003 CD-ROM (que tiene un precio de 352 francos suizos)
  - ISO/IEC 9075-1:2003 – Framework (SQL/Framework)
  - ISO/IEC 9075-2:2003 – Foundation (SQL/Foundation)
  - ISO/IEC 9075-3:2003 – Call-Level Interface (SQL/CLI)
  - ISO/IEC 9075-4:2003 – Persistent Stored Modules (SQL/PSM)
  - ISO/IEC 9075-9:2003 – Management of External Data (SQL/MED)
  - ISO/IEC 9075-10:2003 – Object Language Bindings (SQL/OLB)
  - ISO/IEC 9075-11:2003 – Information and Definition Schemas (SQL/Schemata)
  - ISO/IEC 9075-13:2003 – SQL Routines and Types Using the Java Programming Language (SQL/JRT)
  - ISO/IEC 9075-14:2003 – XML-Related Specifications (SQL/XML)

- Datos: Q4048881